# Иерузалимски, Роберту
Роберту Иерузалимски (порт. Roberto Ierusalimschy; ʁoˈbɛʁtu jeɾuzaˈlĩski) — один из основных создателей языка программирования Lua, автор руководств по этому языку. Известен также как популяризатор грамматик, разбирающих выражение (англ. Parsing Expression Grammar, PEG) в качестве формализма, работающего поверх специальной структуры из регулярных выражений.
Доцент Католического университета Рио-де-Жанейро.

## Биография
Родился 21 мая 1960 года в семье Хосе Давида и Иды Иерусалимских.
В 1986 году перешёл на факультет информатики, где по состоянию на 2018 год занимает должность доцента. В 1990 году защитил диссертацию на звание PhD.
В 1992 году работал научным сотрудником в университете Ватерлоо.
В 1993 году в ходе выполнения заказа Petrobras на программное обеспечение совместно с коллегами разработал язык программирования Lua, который принёс ему известность. В течение всех лет деятельности активно работает над усовершенствованием Lua и его реализаций. В частности, работает по гранту от Microsoft Research на развитие Lua.Net и по гранту FINEP для развития библиотек для Lua.
В 1997 году Иерузалимски тренировал команду Католического университета для олимпиады по программированию ACM среди южноамериканских студентов, занявшую первое место.
Также работал в качестве приглашённого исследователя в Международном институте информатики (англ. International Computer Science Institute) в Беркли в 1994 году, в Институте компьютерной архитектуры и программного обеспечения имени Фраунгофера (нем. Fraunhofer-Institut für Rechnerarchitektur und Softwaretechnik) в Берлине в 1997 году и Иллинойсском университете в Урбана-Шампейне в 2002 году. Зимой 2012 года приглашён по стипендии Тинкеровского фонда (англ. The Tinker Foundation) в качестве профессора в Центре латиноамериканских исследований (Center For Latin American Studies) Стэнфордского университета.
В интервью австралийской редакции журнала Computerworld назвал в качестве основных языков программирования, с которыми он работает, Си и созданный им язык Lua, также указал на опыт программирования на Фортране, Mumps, Сноболе, Smalltalk, Scheme, Паскале, C++ и языках ассемблера для различных машин.